# Vangyr
Il Vangyr (in russo Вангыр?) è un fiume della Russia europea settentrionale, affluente di sinistra del Kos'ju, nel bacino della Pečora. Scorre nella Repubblica dei Komi.
Il fiume ha origine dagli Urali subpolari. Nella parte superiore e centrale scorre a nord-ovest, poi in direzione settentrionale attraverso una pianura paludosa. Sfocia nel Kos'ju a 171 km dalla foce. Il fiume ha una lunghezza di 112 km; l'area del suo bacino è di 1 450 km².